# Dean Cromwell
Pour les articles homonymes, voir Cromwell.
Dean Bartlett Cromwell, né le 20 septembre 1879 à Turner et mort le 3 août 1962 à Los Angeles, est un entraîneur américain.
Il a entraîné dans de multiples sports et disciplines (basket-ball, football américain et athlétisme), notamment à l'université du Sud de la Californie (USC) et l'équipe olympique américaine.
De par ses réussites, il est surnommé le Maker of Champions (« Faiseur de Champions »).